# Въоръжени сили на Гамбия
Националната армия на Гамбия наброява около 800 души и включва сухопътни войски, военноморски флот и национална гвардия. В Гамбия не съществува наборна служба. Освен за защита на страната армията отговаря и за вътрешната сигурност. На разположение е само един самолет Су-25. Гамбийските въоръжени сили не разполагат с танкове.